# Lactifluus
Lactifluus — рід грибів родини Russulaceae. Назва вперше опублікована 1806 року.

## Опис
Один з родів, які мають загальну назву хрящ-молочник. Його відокремили від Lactarius на основі данних молекулярного філогенезу, але він дуже схожий на цей рід. Відомо приблизно 150 видів Lactifluus, які переважно зростають в тропіках, але також зустрічаються в північному помірному поясі та Австралазії. Деякі з них є їстівними грибами (Lactifluus volemus (Fr.) Kuntze (1891) ).

## Поширення та середовище існування
В Україні зустрічається Хрящ-молочник Бертіллоні (Lactifluus bertillonii).

## Гелерея

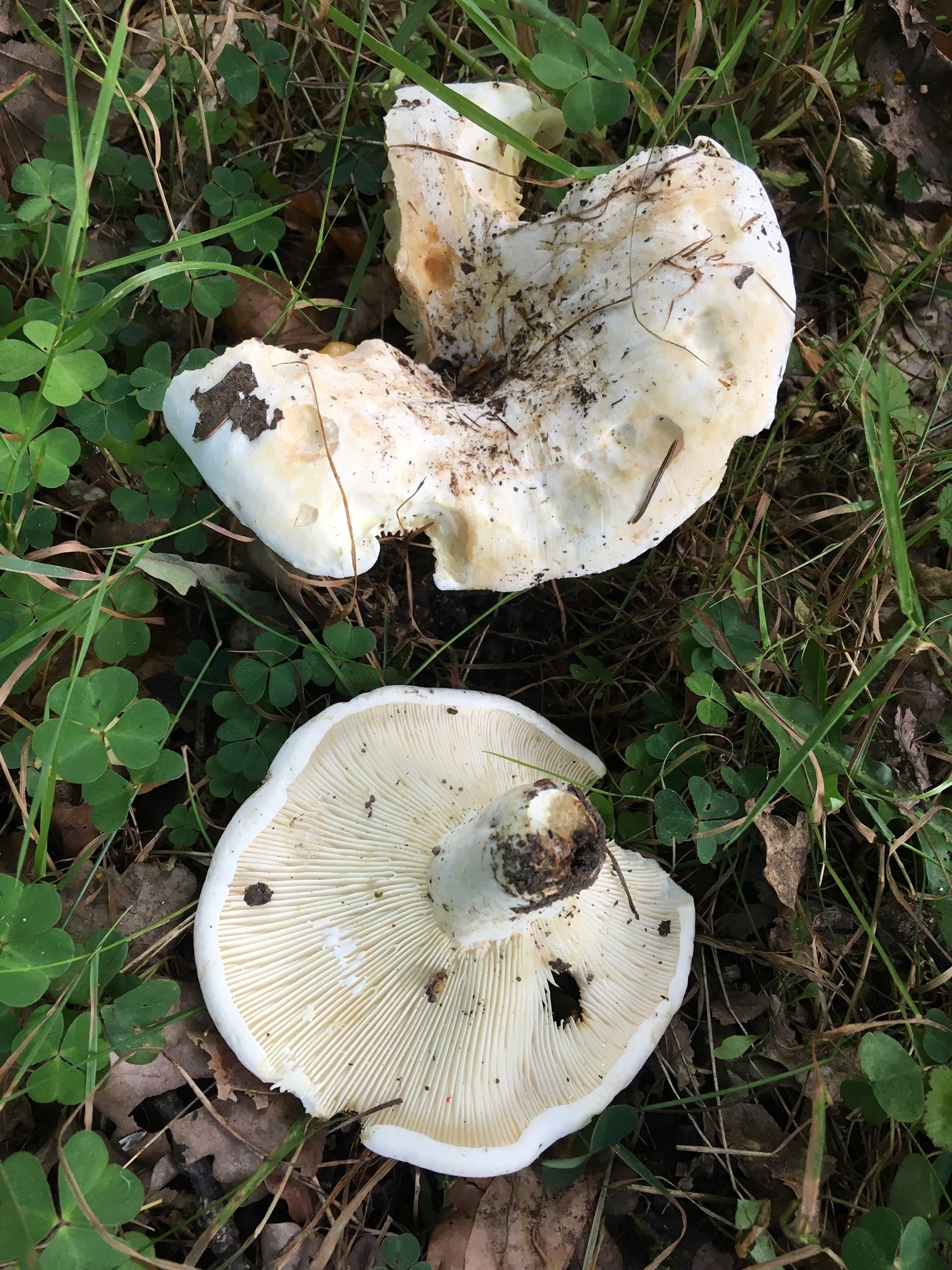
Lactifluus bertillonii
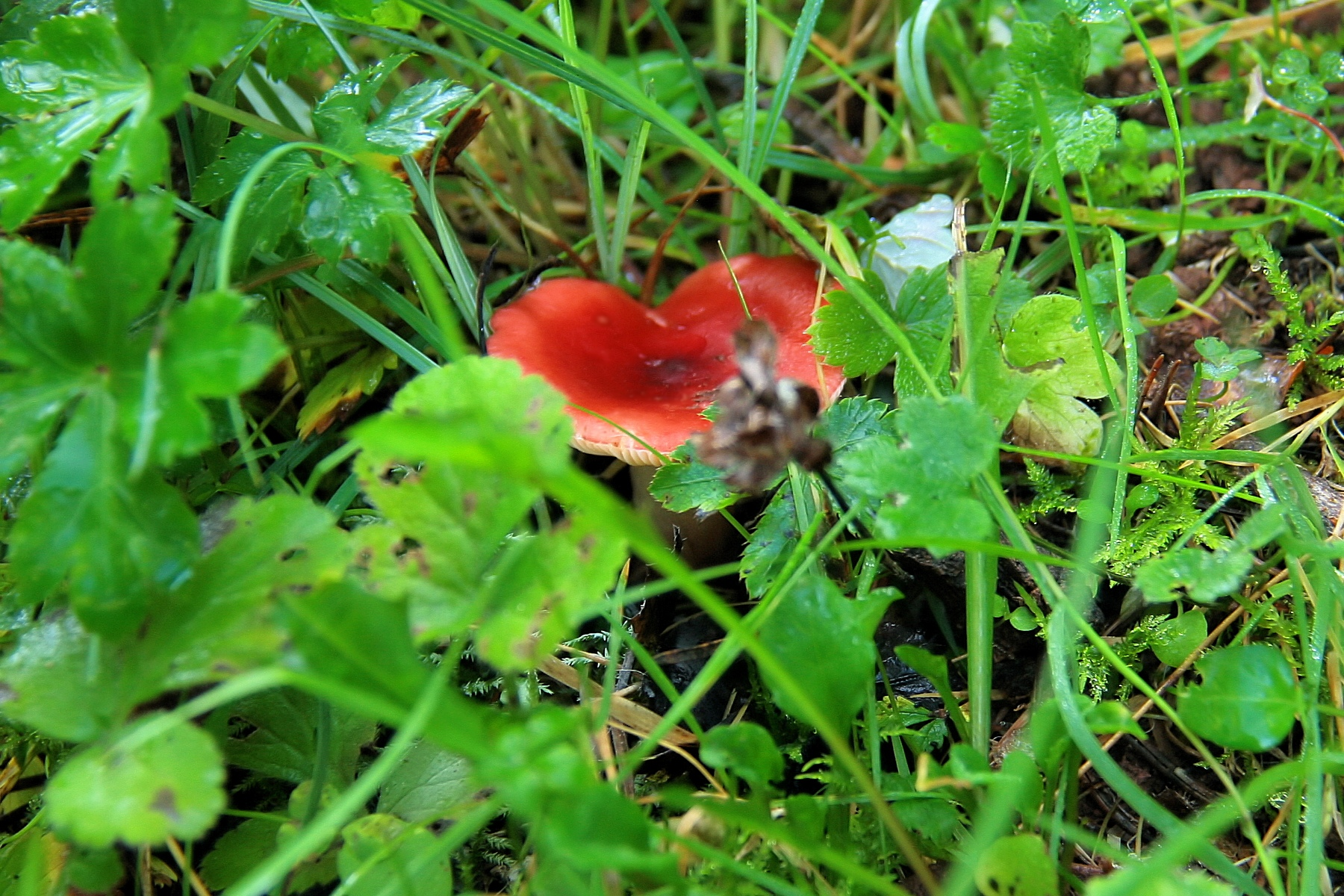
Lactifluus rugatus
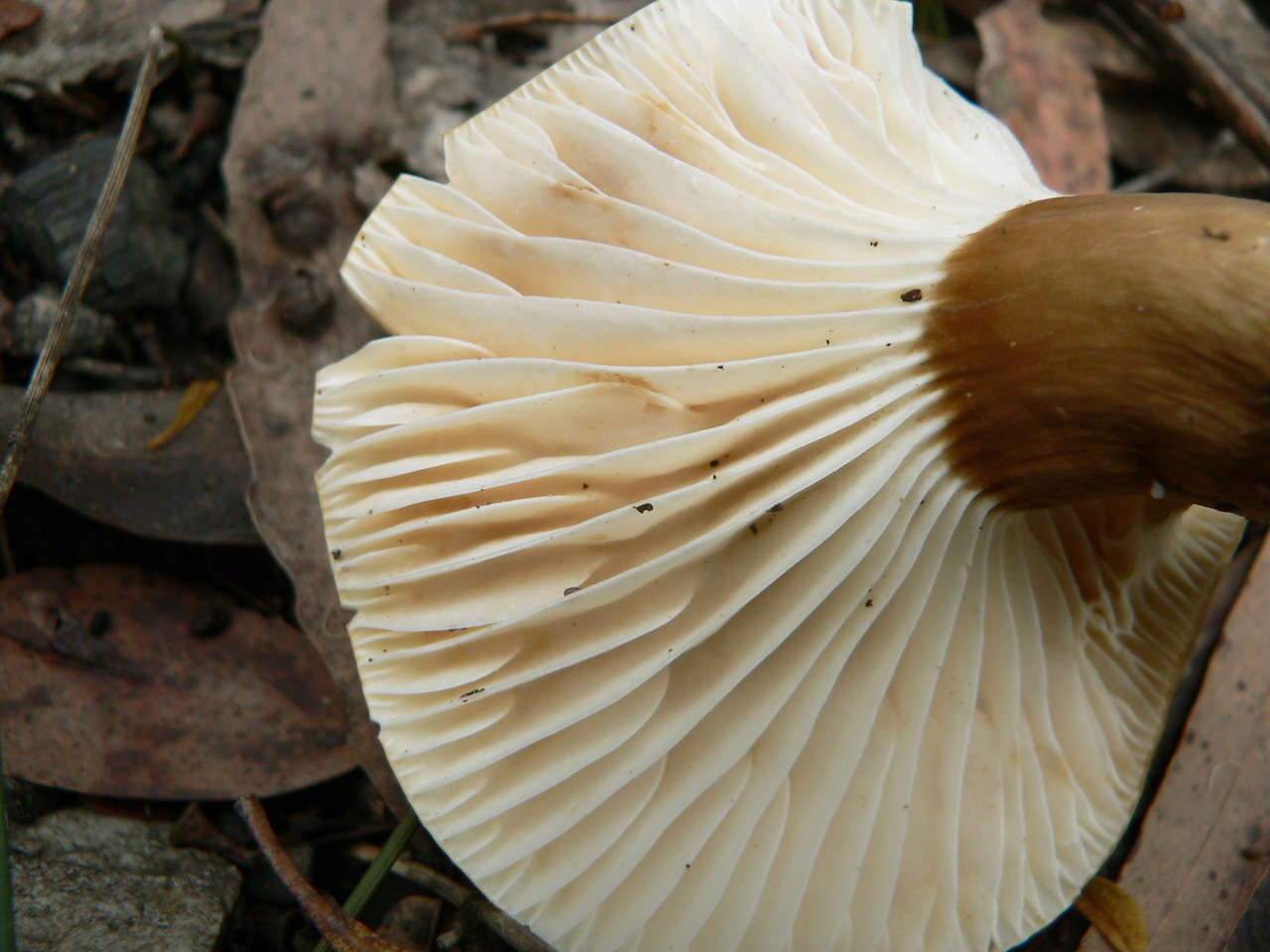
Lactifluus wirrabara
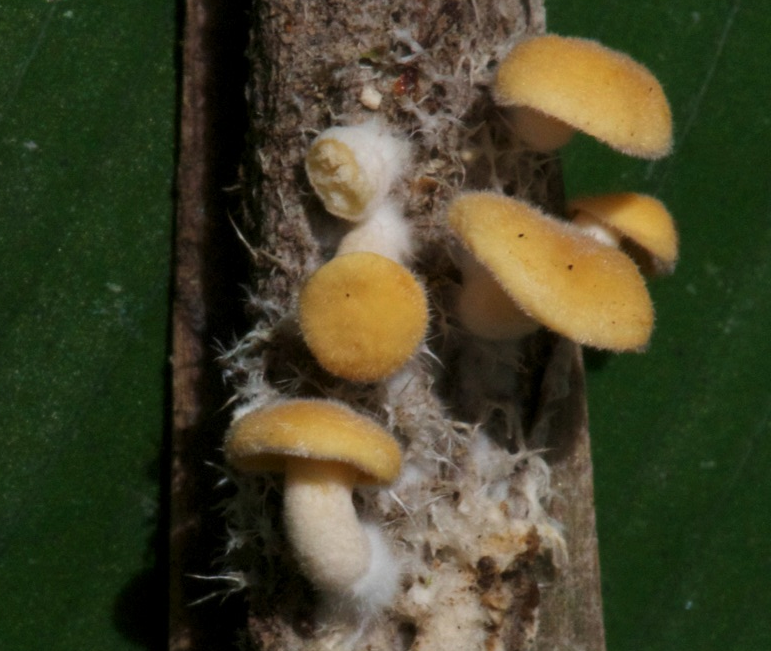